# Kanton Grenoble-3
Kanton Grenoble-3 (fr. Canton de Grenoble-3) je francouzský kanton v departementu Isère v regionu Rhône-Alpes. Zahrnuje jihovýchodní část města Grenoble.